# 戴夫·迈耶斯
戴维·威廉·迈耶斯（英語：David William Meyers，1953年4月21日—2015年10月9日），美国NBA联盟前职业篮球运动员。他在1975年的NBA选秀中第1轮第2顺位被洛杉矶湖人选中。